# Часови очаја (стрип)
Часови очаја је 66. епизода стрип-серијала Кен Паркер. Првих 89 страна објављено је премијерно у Србији у бр. 3 серијала Кен Паркер издавачке куће System Comics 7. 6. 2003. године.  Свеска је коштала 99 динара (1,78 $; 1,53 €). Епизоду су нацртали Ђузепе Барбати, Масимо Бартолоти, Паскале Фрисенда, Иво Милацо и Горан Парлов, а сценарио написао Ђанкарло Берарди. За насловницу је узета насловна страна Кен Паркер магазина бр. 3 објављена у јуну 1992. године. Први део епизоде је објављен у бр. 3 System Comics-а (стр. 7–96), а други део у бр. 4 (стр. 3–52).

## Оригинална епизода
Оригинална епизода је објављена у Кен Паркер магазину бр. 3–5 (септембар–децембар 1992. године) под називом 

## Кратак садржај
Кен и Сузи налазе уточиште у Ла Рошелу, малом градићу код Спенс и Кејт. Наизглед идиличну слику породичног живота прекида долазак младе жене, која наводно тражи вереника. Ради се заправо о Фани Рид, ловцу на главе, која наставља да тражи Кена у намери да му се освети за понижење када ју је оставио саму у дивљини (SC-2). У тренутку када Фани кришом улази у кућу у намери да убије Кена (награда за његову главу сада износи 5.000 долара), група од четворо разбојника, која су претходно покушала пљачку воза, такође проваљују у кућу у намери да потраже лекара за рањеног члана банде. Чекање се претвара у часове очаја. Кејт нуди вођи банде уштеђевину од 800 долара и разбојници обећавају да ће отићи сутра ујутру. Фани прича Кену како је успела да се спасе из недођије у којој ју је оставио (SC-2), те да је преузела случај од Алека Брауна, којег је убила да не би делила награду од 5.000 долара. Фани по други пут покушава сексуално да заведе Кена, али овај пут он одбија, што Фани избезумљује. Нешто касније Кејт и Спенса посећује Пол Бреди. Кен му шифровано саопштава да су таоци групе разбојника, након чега Бреди прави план како да избаве таоце. 

### Кенов однос према породици
На крају епизоде, Кејт и Спенс нуде Кену прилику да остане заједно са Сузи, али Кен одбија понуду. (Сличну понуду је одбио у епизоди Храбра удовица.)

## Временски оквир
Кен и Сузи су код Спенса и Кејт провели четири месеца. Прича се стога дешава вероватно у пролеће 1881. године.

## Реприза ове епизоде
Епизода је репризирана под истоименим називом у Лунов магнус стрипу #1053, која је објављена 10. јула 2025. године.

## Погледати још
Списак објављених епизода ЛМС
Списак објављених епизода серијала Кен Паркер